# Winnipeg Jets
För den tidigare klubben med samma namn, se Winnipeg Jets (1972–1996).
Winnipeg Jets  är en kanadensisk ishockeyorganisation vars lag är baserat i Winnipeg i Manitoba och som har varit medlemsorganisation i National Hockey League (NHL) sedan den 31 maj 2011, när Atlanta Thrashers blev Jets. Hemmaarenan är Canada Life Centre och invigdes den 16 november 2004 som MTS Centre. Laget spelar i Central Division tillsammans med Chicago Blackhawks, Colorado Avalanche, Dallas Stars, Minnesota Wild, Nashville Predators, St. Louis Blues och Utah Mammoth.
Jets har ännu inte vunnit någon Stanley Cup. De har haft en del namnkunniga spelare genom åren som bland andra Blake Wheeler, Dustin Byfuglien, Patrik Laine, Andrew Ladd, Jacob Trouba och Tobias Enström.

## Historia

### Professionell ishockey i Winnipeg
Winnipeg Jets bildades och började spela i World Hockey Association (WHA) 1972. Jets var mest framgångsrika när de bärgade tre Avco World Trophys (1975-1976, 1977-1978 och 1978-1979) samt tre divisionstitlar (1972-1973, 1975-1976 och 1977-1978). Inför säsongen 1979-1980 gick NHL och WHA ihop med varandra och NHL fick då ytterligare fyra expansionslag i Jets, Edmonton Oilers, New England Whalers och Quebec Nordiques. Under tiden i NHL lyckades de aldrig bärga en titel men kvalificerade sig för slutspel elva av de sjutton säsongerna och hade stjärnor som Teemu Selänne, Thomas Steen, Dale Hawerchuk, Dave Babych, Randy Carlyle, Paul MacLean och Laurie Boschman.
På 1990-talet började NHL att alltmer expandera i USA som medförde att driftkostnaderna och spelarlönerna började skena. Detta var förstås ett hårt slag mot samtliga kanadensiska lag men värst var det för de lag som inte var baserade i storstäder. Runt 1996 var den kanadensiska dollarn (C$) svag och gav C$1,36 mot varje amerikansk dollar ($) och samtidigt infördes en regel att även de kanadensiska lagen var tvungna att betala spelarlönerna i amerikanska dollar. Detta trots att intäkterna fortsatt var i kanadensiska dollar. Detta drag var ödesdigert och var en av faktorerna till slutet för Jets och NHL i Winnipeg. Senare under året valde ägaren Barry Shenkarow att sälja organisationen, på grund av de ekonomiska problem som uppstod, till de amerikanska affärsmännen Richard Burke och Steven Gluckstern. De nya ägarna var överens om att Jets skulle in på den amerikanska ishockeymarknaden men först var det tänkt att laget skulle flyttas till Minnesota på grund av att delstaten hade fått se Minnesota North Stars flytta 1993 till Dallas, Texas och blev Dallas Stars. Men efter en tids förhandlingar med Phoenixbaserade affärsmannen Jerry Colangelo, blev det klart att Jets skulle flytta till Phoenix, Arizona och bli Phoenix Coyotes. Därmed var äventyret för Winnipeg i NHL över för den här gången.

### Organisationens historia

#### Atlanta Thrashers
1997 valde NHL att expandera igen i USA och meddelade den 25 juni 1997 att Atlanta, Georgia återigen fick chansen att ha ett ishockeylag i staden och södra USA. Innan dess hade staden haft ett annat NHL-lag i Atlanta Flames mellan åren 1972 och 1980 men flyttades till kanadensiska Calgary, Alberta och blev Calgary Flames. Under organisationens år i Atlanta lyckades man bara bärga en divisionstitel (2006-2007) och haft stjärnor som Ilja Kovaltjuk (som är organisationens alla tiders bästa spelare rent statistiskt i flest matcher, mål, assists och poäng.), Dany Heatley och Marián Hossa. De sista åren av decenniet 2000-2010 florerade rykten om att Thrashers skulle omlokalisera till en ny stad och marknad efter svaga sportsliga framgångar och vikande publiksiffror. Thrashers ägargrupp Atlanta Spirit, LLC meddelade att man sedan 2005 gått back med $130 miljoner och tappat över $50 miljoner i värde.

#### NHL återvänder till Winnipeg

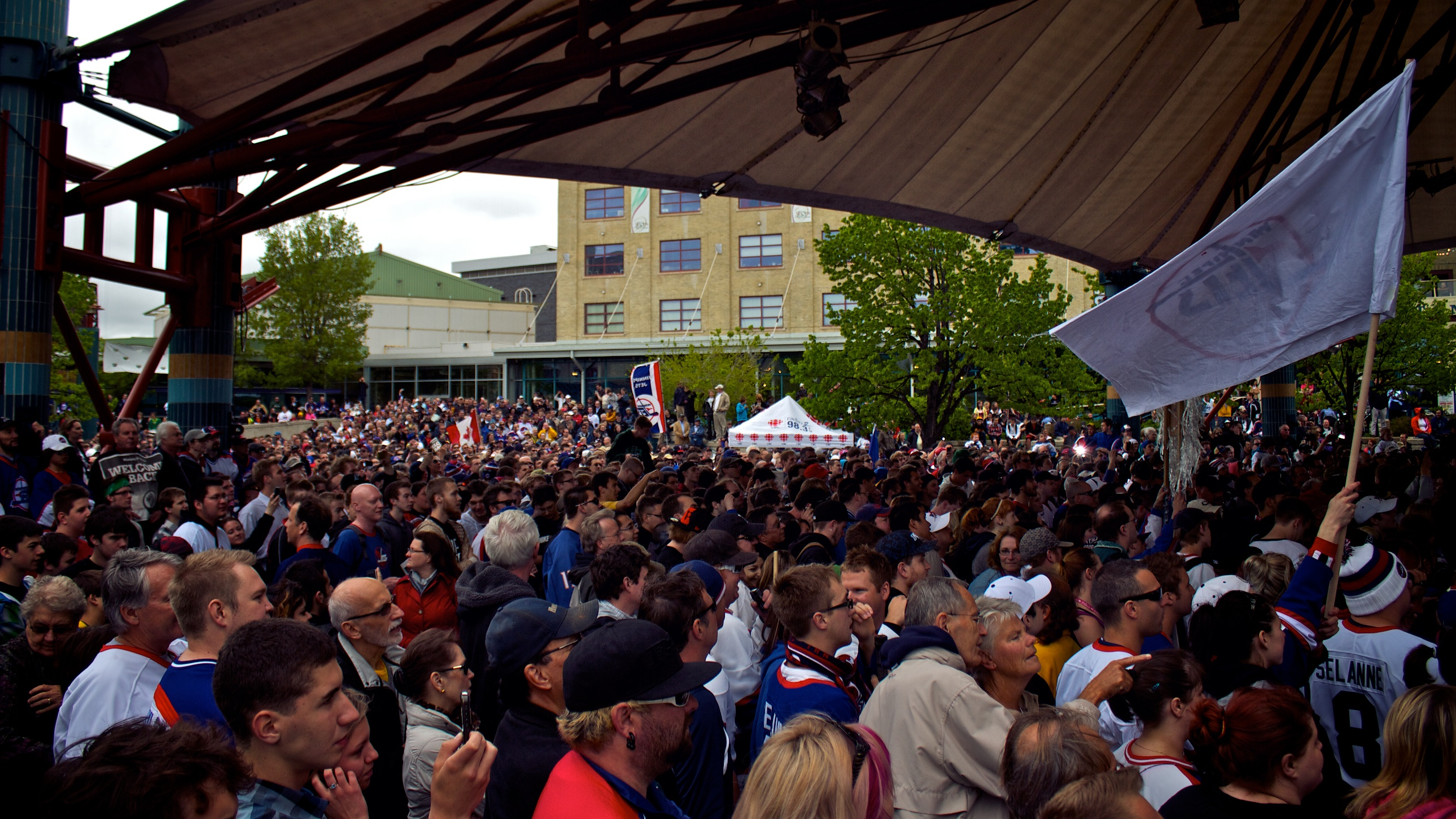
Folk har samlat sig för att ta del av det officiella tillkännagivandet att TNSE har köpt Thrashers och omlokalisera laget till Winnipeg.

Det tog 15 år innan NHL återigen kom till Winnipeg som nu har betydligt bättre förutsättningar att lyckas med en starkare kanadensisk ekonomi, en fräschare arena i MTS Centre, än vad gamla Jets hade i Winnipeg Arena men framförallt ett lönetak som reglerar spelarlönerna mot intäkter. Det hela började i ryktesväg redan i oktober 2009 att ägargruppen, True North Sports and Entertainment Ltd. var intresserade av att köpa upp Atlanta Thrashers och omlokalisera laget till Winnipeg. Enligt kanadensisk press kom True North Sports and Entertainment Ltd. överens med Atlanta Spirit, LLC om ett köp av Thrashers för $110 miljoner samt $60 miljoner i omlokaliseringsavgift till NHL som skulle fördela avgiften mellan de övriga 29 medlemsorganisationerna. Den 31 maj 2011 bekräftade kommissarie Gary Bettman att True North Sports and Entertainment Ltd. hade officiellt köpt upp Thrashers från Atlanta Spritit, LLC men försäljningen samt omlokalisering från Atlanta, Georgia till Winnipeg, Manitoba var tvungen att godkännas av NHL:s styrorgan Board of Governors, som skulle sammanträda den 21 juni. NHL hade ställt krav på nya ägargruppen att för att få ett NHL-lag var man tvungen att uppfylla vissa krav, som till exempel att sälja minst 13 000 säsongsbiljetter innan 21 juni. Biljettförsäljningen öppnades 1 juni exklusivt för de som var säsongskortsinnehavare för Manitoba Moose och man sålde 7 158 säsongsbiljetter på tre dagar. När biljettförsäljningen öppnades 4 juni för allmänheten såldes de resterande 5 842 slut på 17 minuter. Ytterligare 8 000 personer hade ställt sig på väntelistan.
Den 21 juni meddelade NHL att Board of Governors hade sagt ja till både försäljningen och omlokaliseringen. Nu stod det klart att det åter kommer att spelas NHL-hockey i Winnipeg, Manitoba från och med säsong 2011-2012. Den 24 juni tillkännagav ordförande Mark Chipman, när Jets skulle drafta Mark Scheifele i NHL Entry Draft 2011, att organisationen skulle heta just Winnipeg Jets, precis som sin föregångare.

#### Jets identitet

##### Lagnamn
Namnet "Winnipeg Jets" offentliggjordes först den 24 juni 2011. Thrashers och dess varumärke var ej tillgängligt eftersom Atlanta Spirit, LLC äger rättigheterna till dem. NHL:s kommissarie Gary Bettman öppnade för möjligheten att döpa laget till Jets efter originallaget Winnipeg Jets. Det spekulerades om många namn. Ägargruppen ville att laget skulle representera hela delstaten Manitoba och verkade vara öppen till att döpa laget därefter.

##### Logotyp och lagfärger

Det kanadensiska flygvapnets sköldmärke.

Den 22 juli 2011 offentliggjorde Jets sin logotyp, som föreställer en blåfärgad kompass med ett lönnlöv och ett stridsflygplan i mitten. Lagets färger var blå, vit, silver och rött.
Logotypen refererar till det kanadensiska flygvapnets sköldmärke. Jets fick dock utstå kritik från allmänheten då organisationen hade låtit sig influeras av jingoism och militarism.

##### Matchställ
True North Sports and Entertainment meddelade samtidigt, som man offentliggjorde logotypen att matchstället skulle bli offentliggjort senare under sommaren av 2011. Den 6 september lanserade Jets officiellt sitt matchställ vid en ceremoni hos det kanadensiska flygvapnets flygbas CFB Winnipeg där spelarna Nikolaj Antropov, Eric Fehr, Andrew Ladd och Mark Stuart visade upp de officiella tröjorna för allmänheten.
| ”                                         | “We wanted to create a look that worked well with Reebok’s modern and innovative “Edge System” uniforms. However, it was also vitally important to us to honour the rich history of hockey in our city, and fit the era of the Royal Canadian Air Force which inspired the primary crest design. The result is clean, simple and traditional.” | „ |
| – Jets General manager Kevin Cheveldayoff | |   |

#### Stanley Cup-spel

##### 2010-talet
- 2012 – Missade slutspel.
- 2019 – Förlorade i första rundan mot St. Louis Blues med 2–4 i matcher.

##### 2020-talet
- 2020 – Förlorade i kvalificeringsrundan mot Calgary Flames med 1–3 i matcher.
- 2025 – Förlorade i andra rundan mot Dallas Stars med 2–4 i matcher.

### Arenor
|  | Arenans namn   | Kapacitet | Stad                       | Byggkostnad (2015 års pengavärde) | Inflyttad | Utflyttad | Riven |
|  | -------------- | --------- | -------------------------- | --------------------------------- | --------- | --------- | ----- |
|  | Bell MTS Place | 15 294    | Winnipeg, Manitoba, Kanada | C$133,5 miljoner (C$186 miljoner) | 2003      |           |       |

## Nuvarande spelartrupp

### Spelartruppen 2025/2026
Senast uppdaterad: 30 juli 2025.

Alla spelare som har kontrakt med Winnipeg Jets och har spelat för dem under aktuell säsong listas i spelartruppen. Spelarnas löner är i amerikanska dollar och är vad de skulle få ut om de vore i NHL-truppen under hela grundserien (oktober–april). Löner i kursiv stil är ej bekräftade.
| Målvakter                                                                                     | Målvakter | Målvakter             | Målvakter            | Målvakter   | Målvakter | Målvakter | Målvakter      | Målvakter            | Målvakter | Målvakter |
| Nr                                                                                            |           | Namn                  | Namn                 | Lön 25/26   |           | Kontrakt  | Kom till laget | Kom ifrån            |           |           |
| --------------------------------------------------------------------------------------------- | --------- | --------------------- | -------------------- | ----------- | --------- | --------- | -------------- | -------------------- | --------- | --------- |
| 1                                                                                             | Kanada    | Eric Comrie           | Eric Comrie          | $850 000    | [ 28 ]    | 2026      | 2024           | Buffalo Sabres       |           |           |
| 34                                                                                            | Kanada    | Thomas Milic          | Thomas Milic         | $845 000    | [ 29 ]    | 2027      | 2024           | Manitoba Moose       |           |           |
| 37                                                                                            | USA       | Connor Hellebuyck     | Connor Hellebuyck    | $10 000 000 | [ 30 ]    | 2031      | 2015           | Manitoba Moose       |           |           |
| 50                                                                                            | Kanada    | Domenic DiVincentiis  | Domenic DiVincentiis | $860 000    | [ 31 ]    | 2027      | 2023           | North Bay Battalion  |           |           |
| Backar                                                                                        |           |                       |                      |             |           |           |                |                      |           |           |
| Nr                                                                                            |           | Namn                  | Namn                 | Lön 25/26   |           | Kontrakt  | Kom till laget | Kom ifrån            |           |           |
| 2                                                                                             | Kanada    | Dylan DeMelo          | Dylan DeMelo         | $5 000 000  | [ 32 ]    | 2028      | 2020           | Ottawa Senators      |           |           |
| 4                                                                                             | USA       | Neal Pionk            | Neal Pionk           | $8 000 000  | [ 33 ]    | 2031      | 2018           | Hartford Wolf Pack   |           |           |
| 5                                                                                             | Kanada    | Luke Schenn           | Luke Schenn          | $2 750 000  | [ 34 ]    | 2026      | 2025           | Nashville Predators  |           |           |
| 6                                                                                             | Kanada    | Colin Miller          | Colin Miller         | $1 500 000  | [ 35 ]    | 2026      | 2024           | New Jersey Devils    |           |           |
| 24                                                                                            | Kanada    | Haydn Fleury          | Haydn Fleury         | $1 000 000  | [ 36 ]    | 2027      | 2024           | Tampa Bay Lightning  |           |           |
| 34                                                                                            | Finland   | Ville Heinola         | Ville Heinola        | $825 000    | [ 37 ]    | 2026      | 2024           | Manitoba Moose       |           |           |
| 44                                                                                            | Kanada    | Josh Morrissey − A    | Josh Morrissey − A   | $4 800 000  | [ 38 ]    | 2028      | 2016           | Manitoba Moose       |           |           |
| 52                                                                                            | Kanada    | Tyrel Bauer           | Tyrel Bauer          | $775 000    | [ 39 ]    | 2026      | 2022           | Seattle Thunderbirds |           |           |
| 54                                                                                            | USA       | Dylan Samberg         | Dylan Samberg        | $4 250 000  | [ 40 ]    | 2028      | 2022           | Manitoba Moose       |           |           |
| 57                                                                                            | Sverige   | Elias Salomonsson     | Elias Salomonsson    | $775 000    | [ 41 ]    | 2027      | 2024           | Skellefteå AIK       |           |           |
| 64                                                                                            | Kanada    | Logan Stanley         | Logan Stanley        | $1 500 000  | [ 42 ]    | 2026      | 2018           | Kitchener Rangers    |           |           |
| --                                                                                            | Kanada    | Kale Clague           | Kale Clague          | $775 000    | [ 43 ]    | 2026      | 2025           | Rochester Americans  |           |           |
| --                                                                                            | Sverige   | Alfons Freij          | Alfons Freij         | $872 500    | [ 44 ]    | 2028      | 2025           | IF Björklöven        |           |           |
| --                                                                                            | Kanada    | Isaak Phillips        | Isaak Phillips       | $775 000    | [ 45 ]    | 2027      | 2025           | Rockford Icehogs     |           |           |
| --                                                                                            | Kanada    | Isaac Poulter         | Isaac Poulter        | $775 000    | [ 46 ]    | 2026      | 2025           | Utica Comets         |           |           |
| Forwards                                                                                      |           |                       |                      |             |           |           |                |                      |           |           |
| Nr                                                                                            |           | Namn                  | Pos                  | Lön 25/26   |           | Kontrakt  | Kom till laget | Kom ifrån            |           |           |
| 7                                                                                             | Ryssland  | Vladislav Namestnikov | YF/C                 | $3 000 000  | [ 47 ]    | 2027      | 2023           | Tampa Bay Lightning  |           |           |
| 9                                                                                             | USA       | Alex Iafallo          | VF/HF                | $4 000 000  | [ 48 ]    | 2028      | 2023           | Los Angeles Kings    |           |           |
| 13                                                                                            | Kanada    | Gabriel Vilardi       | HF/C                 | $7 000 000  | [ 49 ]    | 2031      | 2023           | Los Angeles Kings    |           |           |
| 17                                                                                            | Kanada    | Adam Lowry − C        | C                    | $2 500 000  | [ 50 ]    | 2026      | 2016           | Manitoba Moose       |           |           |
| 19                                                                                            | Sverige   | David Gustafsson      | VF/C                 | $835 000    | [ 51 ]    | 2026      | 2022           | Manitoba Moose       |           |           |
| 36                                                                                            | Kanada    | Morgan Barron         | VF/HF                | $1 700 000  | [ 52 ]    | 2027      | 2022           | Manitoba Moose       |           |           |
| 49                                                                                            | Kanada    | Cole Barlow           | VF                   | $950 000    | [ 53 ]    | 2027      | 2025           | Owen Sound Attack    |           |           |
| 51                                                                                            | USA       | Chaz Lucius           | C                    | $832 500    | [ 54 ]    | 2026      | 2023           | Portland Winterhawks |           |           |
| 55                                                                                            | Kanada    | Mark Scheifele − A    | C                    | $10 000 000 | [ 55 ]    | 2031      | 2013           | Barrie Colts         |           |           |
| 56                                                                                            | Kanada    | Danny Zhilkin         | C                    | $775 000    | [ 56 ]    | 2027      | 2023           | Kitchener Rangers    |           |           |
| 61                                                                                            | Sverige   | Fabian Wagner         | C                    | $860 000    | [ 57 ]    | 2027      | 2023           | Linköping HC         |           |           |
| 62                                                                                            | Schweiz   | Nino Niederreiter     | VF/HF                | $4 000 000  | [ 58 ]    | 2027      | 2023           | Nashville Predators  |           |           |
| 73                                                                                            | USA       | Parker Ford           | C/HF                 | $775 000    | [ 59 ]    | 2027      | 2025           | Manitoba Moose       |           |           |
| 81                                                                                            | USA       | Kyle Connor           | VF                   | $7 000 000  | [ 60 ]    | 2026      | 2017           | Manitoba Moose       |           |           |
| 90                                                                                            | Ryssland  | Nikita Tjibrikov      | HF                   | $892 500    | [ 61 ]    | 2026      | 2024           | Manitoba Moose       |           |           |
| 91                                                                                            | Kanada    | Cole Perfetti         | VF/C                 | $3 500 000  | [ 62 ]    | 2026      | 2020           | Saginaw Spirit       |           |           |
| 93                                                                                            | Finland   | Brad Lambert          | C/HF                 | $855 000    | [ 63 ]    | 2027      | 2024           | Manitoba Moose       |           |           |
| --                                                                                            | Kanada    | Jaret Anderson-Dolan  | C/YF                 | $775 000    | [ 64 ]    | 2026      | 2024           | Nashville Predators  |           |           |
| --                                                                                            | USA       | Walker Duehr          | HF                   | $775 000    | [ 65 ]    | 2026      | 2025           | San Jose Barracuda   |           |           |
| --                                                                                            | Kanada    | Phil Di Giuseppe      | VF                   | $775 000    | [ 66 ]    | 2026      | 2025           | Abbotsford Canucks   |           |           |
| --                                                                                            | Sverige   | Samuel Fagemo         | VF/HF                | $775 000    | [ 67 ]    | 2026      | 2025           | Ontario Reign        |           |           |
| --                                                                                            | Kanada    | Kevin He              | VF                   | $872 500    | [ 68 ]    | 2027      | 2024           | Niagara Icedogs      |           |           |
| --                                                                                            | Kanada    | Jacob Julien          | C                    | $870 000    | [ 69 ]    | 2028      | 2025           | London Knights       |           |           |
| --                                                                                            | USA       | Cole Koepke           | VF/HF                | $1 000 000  | [ 70 ]    | 2026      | 2025           | Boston Bruins        |           |           |
| --                                                                                            | Sverige   | Gustav Nyquist        | VF/HF                | $3 250 000  | [ 71 ]    | 2026      | 2025           | Minnesota Wild       |           |           |
| --                                                                                            | Kanada    | Tanner Pearson        | VF                   | $1 000 000  | [ 72 ]    | 2026      | 2025           | Vegas Golden Knights |           |           |
| --                                                                                            | Kanada    | Mason Shaw            | VF/C                 | $775 000    | [ 73 ]    | 2026      | 2024           | Minnesota Wild       |           |           |
| --                                                                                            | Kanada    | Jonathan Toews        | C                    | $2 000 000  | [ 74 ]    | 2026      | 2025           | Chicago Blackhawks   |           |           |
| --                                                                                            | Kanada    | Kieron Walton         | C/VF                 | $855 000    | [ 75 ]    | 2028      | 2025           | Sudbury Wolves       |           |           |
| --                                                                                            | Kanada    | Brayden Yager         | C                    | $950 000    | [ 76 ]    | 2027      | 2025           | Moose Jaw Warriors   |           |           |
| Positioner: C – HF – VF – YF \| C = Lagkapten; A = Assisterande lagkapten \| = Långtidsskadad |           |                       |                      |             |           |           |                |                      |           |           |

#### Spelargalleri

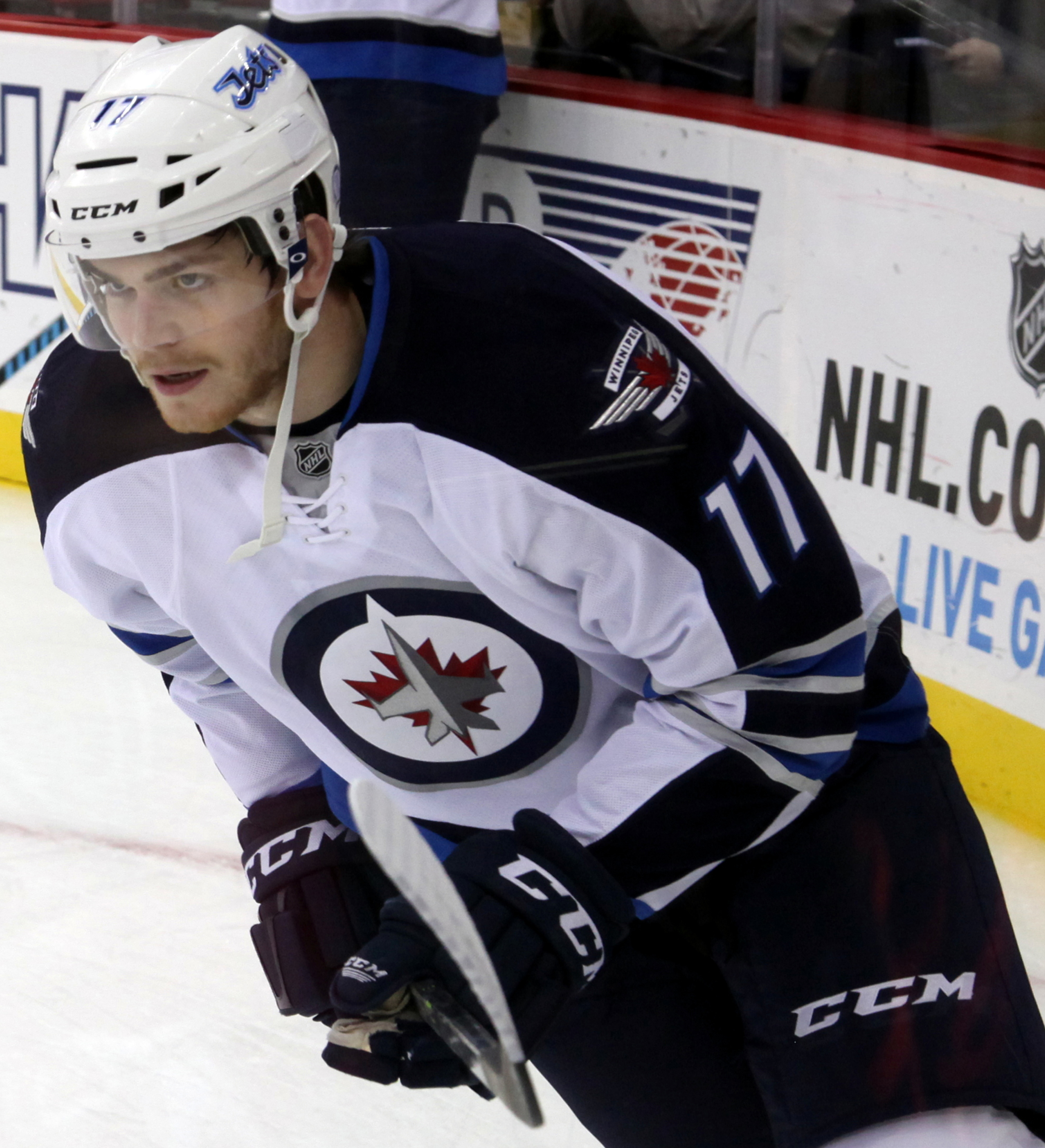
Adam Lowry
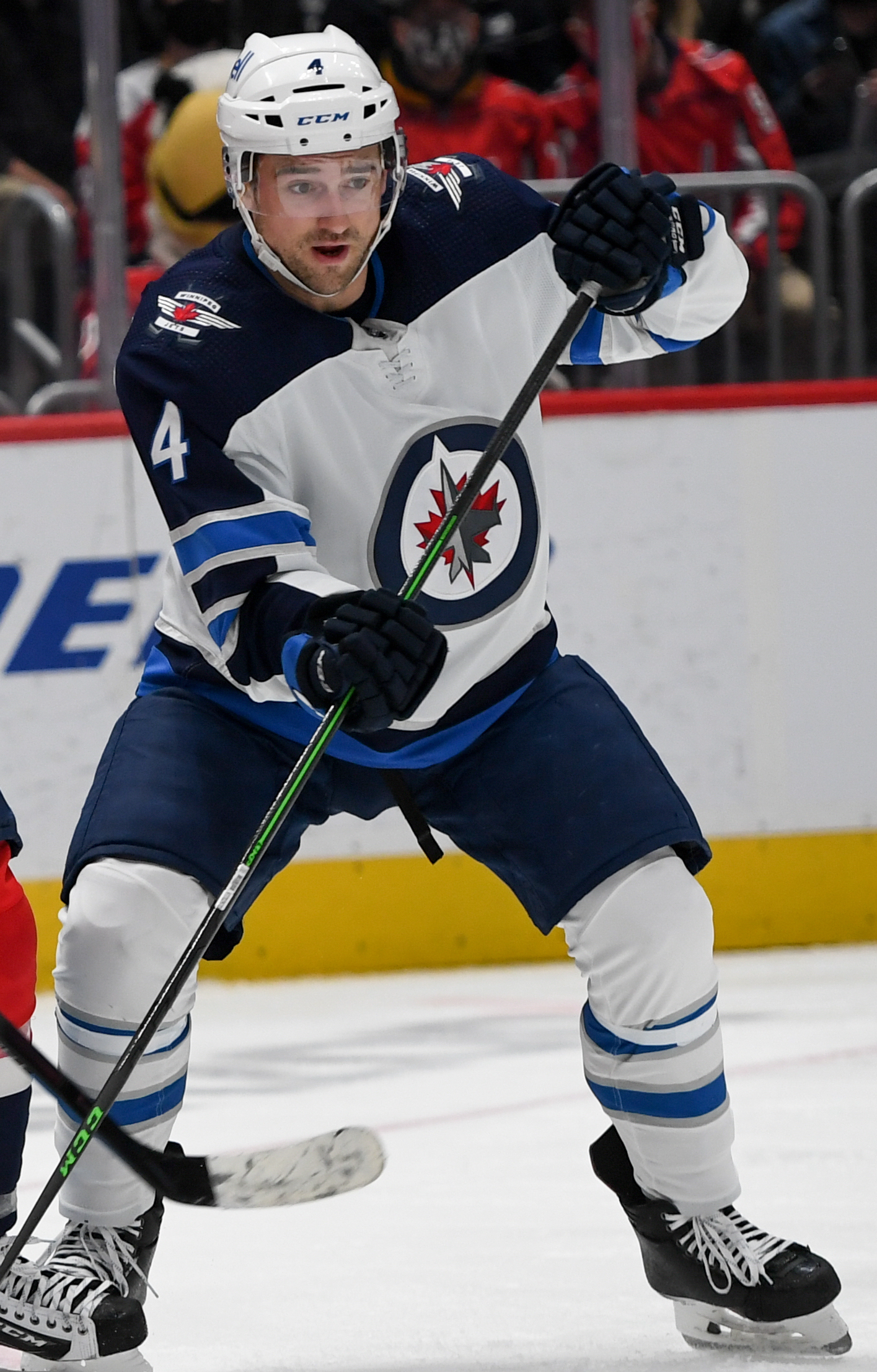
Neal Pionk
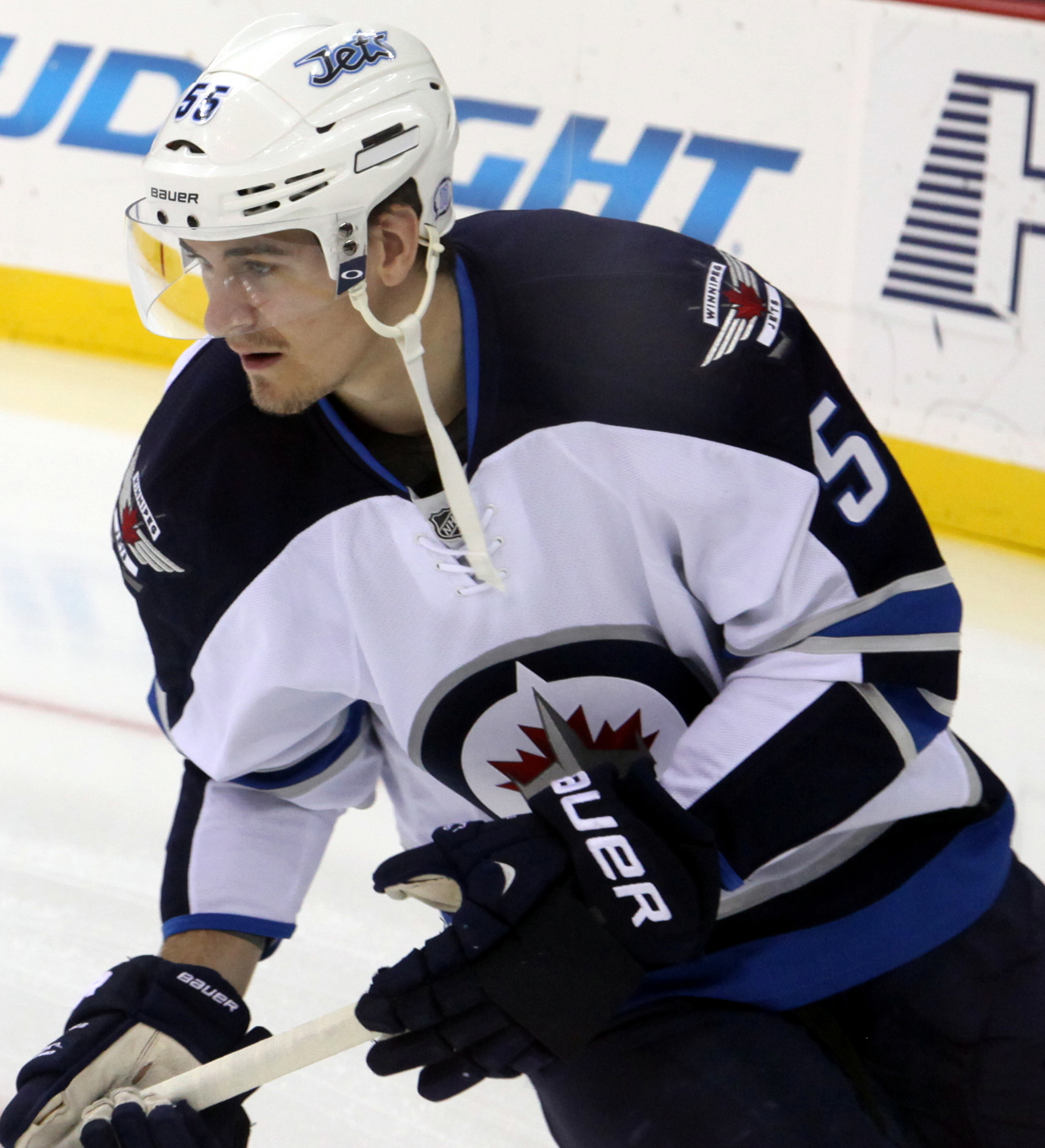
Mark Scheifele

## Organisationen
Huvudkontoret

True North Sports and Entertainment Ltd.

345 Graham Avenue

Winnipeg, Manitoba

R3C 5S6

Bell MTS Place

300 Portage Avenue

Winnipeg, Manitoba

R3C 5S4

Träningsaläggningen

MTS Iceplex

3969 Portage Avenue

Winnipeg, Manitoba

R3K 1W4

### Ledningen
Uppdaterat: 26 september 2015
| Yrkestitel                                                                         | Namn                                |
| ---------------------------------------------------------------------------------- | ----------------------------------- |
| Ägare                                                                              | True North Sports and Entertainment |
| Ordförande                                                                         | Mark Chipman                        |
| President                                                                          | Jim Ludlow                          |
| Exekutiv vicepresident & COO                                                       | John Olfert                         |
| Exekutiv vicepresident & general manager                                           | Kevin Cheveldayoff                  |
| Senior vicepresident, chef för ishockeyverksamheten & assisterande general manager | Craig Heisinger                     |
| Assisterande general manager                                                       | Larry Simmons                       |

### Lagledningen

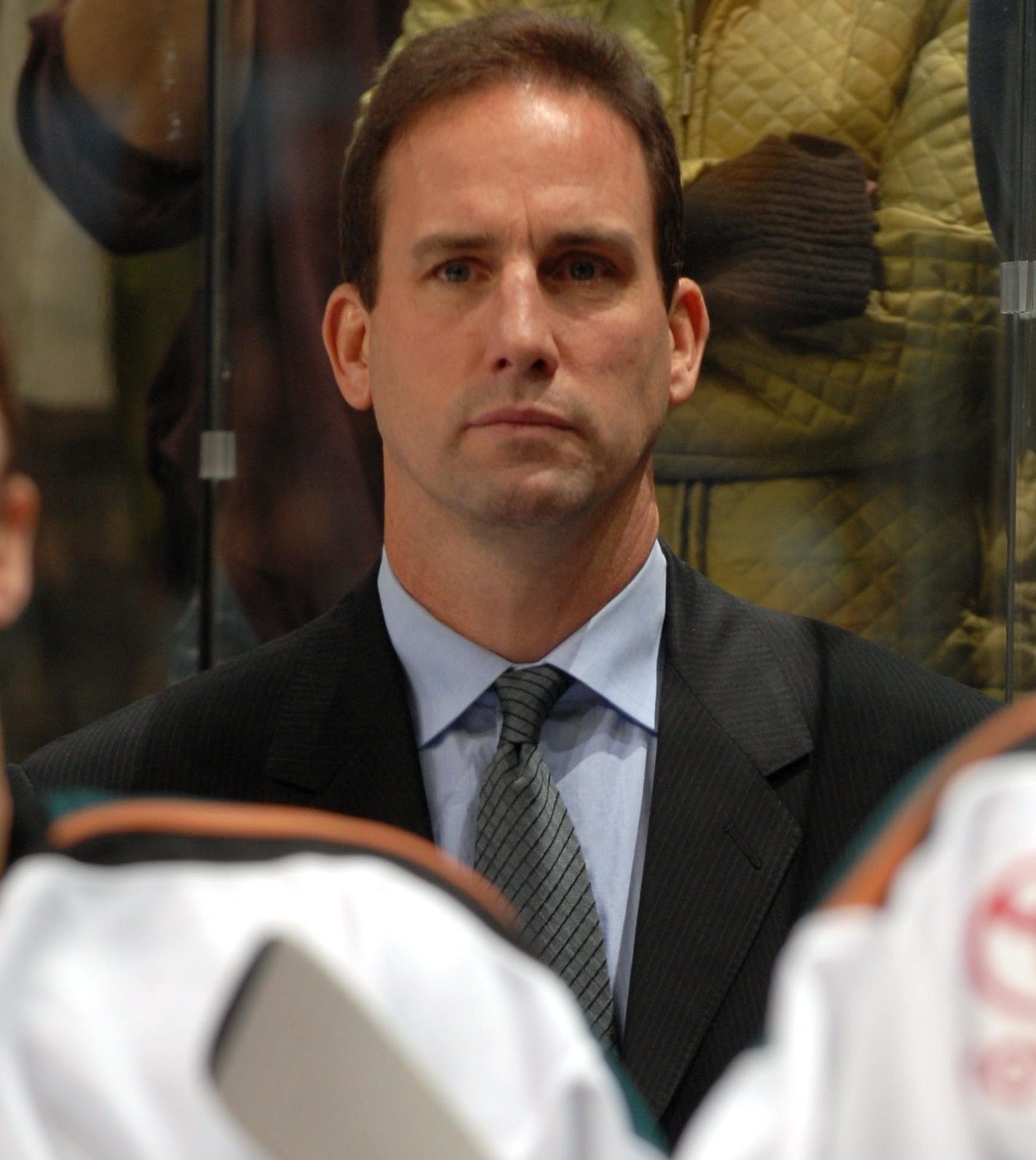
Scott Arniel, 2006.

Uppdaterat: 26 maj 2024
| Yrkestitel                    | Namn             |
| ----------------------------- | ---------------- |
| Tränare                       | Scott Arniel     |
| Assisterande tränare          | Brad Lauer       |
|                               | Marty Johnston   |
| Målvaktstränare               | Wade Flaherty    |
| Videotränare                  | Matt Prefontaine |
| Videokoordinator              | James Cochrane   |
| Ansvarig för spelarutveckling | Jimmy Roy        |
| Spelarutveckling              | Mike Keane       |

### Scoutverksamheten
Uppdaterat: 1 september 2016
| Yrkestitel                      | Namn                 |
| ------------------------------- | -------------------- |
| Chef för professionell scouting | Mark Dobson          |
| Professionella scouter          | Jack Birch           |
|                                 | Ryan Bowness         |
|                                 | Peter Ratchuk        |
|                                 | Carter Sears         |
|                                 | Bruce Southern       |
| Chef för amatörscouting         | Mark Hillier         |
| Amatörscouter                   | Pat Carmichael       |
|                                 | Marcel Comeau        |
|                                 | Max Giese            |
|                                 | Vladimír Havlůj, Jr. |
|                                 | Yanick Lemay         |
|                                 | Bob Owen             |
|                                 | Brian Renfrew        |
|                                 | Scott Robson         |
|                                 | Scott Scoville       |
|                                 | Chris Snell          |
| Scout för spelare i NCAA        | Mark White           |
| Chef för europeisk scouting     | Jevgenij Bogdanovitj |
| Europeisk scout                 | Kjell Dahlin         |
|                                 | Jari Grönstrand      |

### Farmarlag
| Primära - St. John's Icecaps (AHL), 2011–2015 - Manitoba Moose (AHL), 2015– | Sekundära - Colorado Eagles (ECHL), 2011–2013 - Ontario Reign (ECHL), 2013–2015 - Tulsa Oilers (ECHL), 2015–2017 - Jacksonville Icemen (ECHL), 2017–2021 - Norfolk Admirals (ECHL), 2023– |

## Utmärkelser
För utmärkelser, Hall of Fame, general managers, tränare och lagkaptener för Atlanta Thrashers, se Atlanta Thrashers.

### Pensionerade nummer
Ett nummer har blivit pensionerat och det av själva ligan.
- #99 Wayne Gretzky (NHL)

Spelarnumret #37 är ej tillgängligt för att användas i respekt för Dan Snyder, som bar det numret i Atlanta Trashers när han förolyckades i en bilolycka den 5 oktober 2003.

### Hall of Fame
| Inga spelare har blivit invalda i Hall of Fame. |

### Troféer
Inga troféer har utdelats till varken Jets eller individuella spelare.

## General managers
| - Kevin Cheveldayoff, 2011− |

## Tränare
| - Claude Noël, 2011−2014 - Paul Maurice, 2014−2021 - Dave Lowry, 2021−2022 | - Rick Bowness, 2022−2024 - Scott Arniel, 2024− |

## Lagkaptener
| - Andrew Ladd, 2011−2016 - Blake Wheeler, 2016−2023 | - Adam Lowry, 2023− |

## Statistik
För statistik för Atlanta Thrashers, se Atlanta Thrashers.
Uppdaterat efter säsong 2015-2016.

### Grundserie
Siffrorna uppdateras efter varje genomförd säsong.
Pos = Position; SM = Spelade matcher; M = Mål; A = Assists; P = Poäng; P/M = Poäng per match * = Fortfarande aktiv i Jets ** = Fortfarande aktiv i NHL.
| Spelare            | Pos | SM  | M   | A   | P   | P/M |
| Blake Wheeler*     | HF  | 371 | 116 | 197 | 313 | .84 |
| Andrew Ladd**      | VF  | 348 | 110 | 136 | 246 | .70 |
| Bryan Little*      | C   | 331 | 95  | 141 | 236 | .71 |
| Dustin Byfuglien*  | B   | 337 | 77  | 158 | 235 | .69 |
| Evander Kane**     | VF  | 222 | 76  | 77  | 153 | .68 |
| Mark Scheifele*    | C   | 227 | 58  | 87  | 145 | .63 |
| Tobias Enström*    | B   | 298 | 26  | 91  | 117 | .39 |
| Michael Frolík**   | C   | 163 | 34  | 50  | 84  | .51 |
| Mathieu Perreault* | C   | 133 | 27  | 55  | 82  | .61 |
| Jacob Trouba       | B   | 211 | 23  | 49  | 72  | .34 |

### Slutspel
Siffrorna uppdateras efter varje genomförd säsong.
Pos = Position; SM = Spelade matcher; M = Mål; A = Assists; P = Poäng; P/M = Poäng per match * = Fortfarande aktiv i Jets ** = Fortfarande aktiv i NHL.
| Spelare            | Pos | SM | M | A | P | P/M |
| Bryan Little*      | C   | 4  | 2 | 1 | 3 | .75 |
| Adam Lowry*        | C   | 4  | 1 | 2 | 3 | .75 |
| Drew Stafford*     | HF  | 4  | 1 | 1 | 2 | .50 |
| Mark Stuart*       | B   | 4  | 1 | 1 | 2 | .50 |
| Jacob Trouba*      | B   | 4  | 0 | 2 | 2 | .50 |
| Mathieu Perreault* | C   | 3  | 0 | 2 | 2 | .66 |
| Lee Stempniak      | HF  | 4  | 1 | 0 | 1 | .25 |
| Blake Wheeler*     | HF  | 4  | 1 | 0 | 1 | .25 |
| Tyler Myers*       | B   | 4  | 1 | 0 | 1 | .25 |
| Adam Pardy*        | B   | 2  | 1 | 0 | 1 | .50 |

## Svenska spelare
För svenska spelare som har spelat för Atlanta Thrashers, se Atlanta Thrashers.
Uppdaterat: 2016-09-01

### Målvakter
Ma = Matcher, V = Vinster, F = Förluster, Ö = Övertidsvinster, GAA = Insläppta mål i genomsnitt, SVS% = Räddningsprocent, N = Hållit nollan (Hållit nollan det vill säga att motståndarlaget har ej lyckats göra mål på målvakten under en match), SC = Antal Stanley Cup spelaren har vunnit med laget, ¹ = Grundserie, ² = Slutspel
| Spelare | Nr | Från | Till | M¹ | V¹ | F¹ | Ö¹ | GAA¹ | SVS%¹ | N¹ | M² | V² | F² | GAA² | SVS%² | N² | SC |  |
| ------- | -- | ---- | ---- | -- | -- | -- | -- | ---- | ----- | -- | -- | -- | -- | ---- | ----- | -- | -- |  |

### Utespelare
Ma = Matcher, Må = Mål, A = Assists, P = Poäng, Utv = Utvisningsminuter, SC = Antal Stanley Cup spelaren har vunnit med laget, ¹ = Grundserie, ² = Slutspel
| Spelare              | Pos | Nr | K/A | Från | Till | Ma¹ | Må¹ | A¹ | P¹  | Utv¹ | Ma² | Må² | A² | P² | Utv² | SC |        |
| -------------------- | --- | -- | --- | ---- | ---- | --- | --- | -- | --- | ---- | --- | --- | -- | -- | ---- | -- | ------ |
| Tobias Enström       | B   | 39 | A   | 2011 | 2018 | 298 | 26  | 91 | 117 | 182  | 4   | 0   | 1  | 1  | 0    | 0  | [ 82 ] |
| Carl Klingberg       | HF  | 48 |     | 2011 | 2014 | 11  | 1   | 0  | 1   | 4    | 0   | 0   | 0  | 0  | 0    | 0  | [ 83 ] |
| Johnny Oduya         | B   | 29 |     | 2011 | 2012 | 63  | 2   | 11 | 13  | 33   | 0   | 0   | 0  | 0  | 0    | 0  | [ 84 ] |
| Axel Jonsson Fjällby | VF  | 71 |     | 2022 |      |     |     |    |     |      |     |     |    |    |      |    |        |
| Carl Dahlström       | B   | 48 |     | 2019 | 2020 | 15  | 0   | 1  | 1   | 6    | 0   | 0   | 0  | 0  | 0    | 0  | 0      |
| Kevin Stenlund       | C   | 28 |     | 2022 | 2023 | 54  | 6   | 3  | 9   | 20   | 5   | 1   | 0  | 1  | 2    | 0  |        |
| David Gustafsson     | C   | 19 |     | 2019 |      |     |     |    |     |      |     |     |    |    |      |    |        |
| Pär Lindholm         | C   | 22 |     | 2018 | 2019 | 4   | 0   | 1  | 1   | 0    | 2   | 0   | 0  | 0  | 0    | 0  | 0      |

## Första draftval
Källa: 
| År   | Spelare        | Pos. | NHL-klubbar                  | NHL-lag                      |                      |
| ---- | -------------- | ---- | ---------------------------- | ---------------------------- | -------------------- |
| 2011 | Mark Scheifele | C    | Jets                         | 2011–                        | Vald som nummer sju. |
| 2012 | Jacob Trouba   | B    | Jets                         | 2013–                        | Vald som nummer nio. |
| 2013 | Josh Morrissey | B    | Jets                         | 2016–                        | Vald som nummer 13.  |
| 2014 | Nikolaj Ehlers | VF   | Jets                         | 2015–                        | Vald som nummer nio. |
| 2015 | Kyle Connor    | VF   | (Har ännu inte spelat i NHL) | (Har ännu inte spelat i NHL) | Vald som nummer 17.  |
|      | Jack Roslovic  | C    | (Har ännu inte spelat i NHL) | (Har ännu inte spelat i NHL) | Vald som nummer 25.  |
| 2016 | Patrik Laine   | HF   | (Jets, Blue Jackets)         | (Jets, Blue Jackets)         | Vald som nummer två. |
|      | Logan Stanley  | B    | (Har ännu inte spelat i NHL) | (Har ännu inte spelat i NHL) | Vald som nummer 18.  |